# Итальянско-швейцарские отношения
Итальянско-швейцарские отношения — двусторонние дипломатические отношения между Италией и Швейцарией. Протяжённость сухопутной государственной границы между странами составляет 698 км.

## История
Дипломатические отношения между Италией и Швейцарией традиционно являются тесными и в настоящее время регулируются большим количеством договоров (в том числе с Европейским союзом (ЕС), членом которого является Италия). Страны разделяют длинную границу и три общих языка (итальянский является одним из четырех официальных языков Швейцарии, немецкий и французский признаны языками меньшинств в Италии). В Италии насчитывается 48 000 швейцарцев, а граждане Италии являются крупнейшей иностранной общиной в Швейцарии: 500 000 человек, включая лиц с двойным гражданством. В XIX веке Швейцария была популярным направлением для переезда итальянских эмигрантов: в период с 1950 по 1970 год половина всех иностранцев в Швейцарии были итальянцами. В Италии также больше швейцарских школ, чем в любой другой стране мира.

## Торговля
Италия является вторым по величине торговым партнером Швейцарии, а Швейцария — восьмым по величине инвестором Италии (22 млрд. швейцарских франков), создав там 78 000 рабочих мест. Италия инвестировала сумму 6 млрд швейцарских франков в Швейцарию и создала там 13 000 рабочих мест. Страны тесно интегрированы в договоры ЕС со Швейцарией, а Швейцария также является частью Шенгенской зоны, которая отменяет международные границы между странами-участницами.

## Дипломатические представительства
- У Италии есть посольство в Берне[3].
- Швейцария имеет посольство в Риме[4].